# Listă de veterani ai Primului Război Mondial
Aceasta este o listă de veterani ai Primului Război Mondial:

## Americani
- Harry S. Truman

## Maghiari
- Lukács Ferenc [1]

## Români
- Andronic Truță [2]
- Ion Toma Floștoiu zis Ion Tomescu
- Stefancu C.Ioan Zamostea
- Dincă Coman, (n. 1883 - d. 1960), din Tărtășești
- Săraru Dumitru, (n. 1881 - d. 1966), din Stupărei, județul Vâlcea
- Tănăsescu Ion(1919-1995) din Caracal, județul Olt